# Парменовка (Рыльский район)
Парме́новка — деревня в Рыльском районе Курской области. Входит в состав Студенокского сельсовета.

## География
Деревня находится на реке Обеста, в 126 км западнее Курска, в 20,5 км западнее районного центра — города Рыльск, в 2,5 км от центра сельсовета — Студенок. В семи километрах проходит государственная граница с Украиной.
Климат
Парменовка, как и весь район, расположена в поясе умеренно континентального климата с тёплым летом и относительно тёплой зимой (Dfb в классификации Кёппена).

## История
Впервые упоминается в книге специального межевания пустоши Жеребье Студенецкое, владения жены поручика Н. А. Лапшина, 1856 г., в которой приводится «…утверждение межевания пустоши Жеребье Студенецкое, её 15 части, слободки Верхняя и Нижняя Парменовка, владения майора М. С. Деменкова 10 июля 1856 года.»

Второе упоминание в в книге «Положение о крестьянах, выходящих из крепостной зависимости. 1860 г.», где уже приводятся статистические данные «… Слобода Парменовка, 122 крепостныхъ муж. пола, дворовъ или отдельныхъ усадебъ 6, пахотной земли, сенокосу и выгону въ пользовании крестьянъ 125 десятинъ, по 3 десятины на душу…»

Так же упоминается в списке населенных мест Курской губернии 1862 годагде Парменовка называется хутором с 11 дворами. Здесь же упоминаются окрестные населенные пункты: крупное село Александровка, хутор Нижнемельницкий (он же Деменков, он же Казачий), село Студенок «… на 40 дворовъ, 267 человекъ муж. пола, 293 жен. пола, с православной церковью (Спасской)…» Церковь разрушена в 70-х годах.

Деревня указана на картах Стрельбицкого 1869 г. и подробной «Трехверстовой карте Шуберта 1873 г.»
Происхождение названия
Деревня названа в честь Деменкова П. С. (5.02.1791-3.03.1881), которому принадлежали земли на которых расположена деревня. Деменков Пармен Семенович.-дворянин, помещик Рыльского уезда Курской губернии. Поручик Преображенского полка, участник сражения при Бородино, взятия Парижа. На гражданской службе занимал должность тайного советника. Похоронен у Покровского храма в селе Боброво, где находилось родовое имение Деменковых. Храм и могила с надгробием сохранилась до нашего времени.
В советское время
В 30-х годах организовался колхоз, просуществовавший до начала 90-х гг. Несколько человек подверглось репрессиям. Во время ВОВ с октября 1941 по 1944 год деревня находилась в оккупации. За время войны на фронте воевало большое количество мужского населения деревни, в основном рядового состава, основная часть которых была убита или пропала без вести.

В 60-70 гг. начался массовый отток населения из деревни. До начала 90-х гг. в деревне работал колхоз, клуб, гидроэлектростанция. Существовала начальная школа.

## Население
| 2002 | 2010 |
| ---- | ---- |
| 124  | ↘80  |

Общая численность, чел. 97 (Договор No37/2 от 01 апреля 2014 г.).

## Инфраструктура
Личное подсобное хозяйство. В деревне 59 домов. Число дворов 56. Большая часть строений заброшена. Работает магазин, водонапорная башня, один раз в неделю осуществляется автобусное сообщение до райцентра. В деревне присутствует сотовая связь и трансляция спутникового телевидения.

## Транспорт
Парменовка находится в 5,5 км от автодороги регионального значения 38К-017 (Курск — Льгов — Рыльск — граница с Украиной), в 1,5 км от автодороги межмуниципального значения 38Н-352 (38К-017 — Гниловка), в 3,5 км от автодороги 38Н-341 (38К-017 — Александровка), на автодороге 38Н-368 (38Н-341 — Парменовка — 38Н-352), в 7,5 км от ближайшего ж/д остановочного пункта Гудово (линия Хутор-Михайловский — Ворожба).
В 184 км от аэропорта имени В. Г. Шухова (недалеко от Белгорода).